# Pontigulasia
Die Pontigulasia sind eine Gattung einzelliger, beschalter Amöben und gehört zur Gruppe der Difflugina. Die Gattung enthält fünf Arten.

## Merkmale
Das Gehäuse der Vertreter der Pontigulasia ist birnenförmig mit einer deutlichen Einschnürung. Es besteht aus einem netzartig strukturierten organischen Kitt mit perforierter Oberfläche, in den mineralische Partikel sowie einzelne Frusteln von Kieselalgen eingebunden sind. Im Querschnitt ist das Gehäuse kreisförmig oder leicht abgeflacht. Die runde Mundöffnung befindet sich am Ende, im Inneren ist das Gehäuse durch eine Zwischenwand in Art einer „Brücke“ zwischen den beiden breiteren Seiten auf Höhe der Einschnürung zweigeteilt, rechts und links der Brücke finden sich allerdings Öffnungen.

## Vorkommen
Pontigulasia finden sich an Süßwasserpflanzen, in Torfmoosen und Sedimenten.

## Systematik
Die Gattung wurde 1896 von Ludwig Rhumbler erstbeschrieben, Typusart ist Pontigulasia rhumbleri. Die Gattung umfasst fünf Arten:
- Pontigulasia rhumbleri
- Pontigulasia compressoidea
- Pontigulasia elisa
- Pontigulasia sarrazinensis
- Pontigulasia spiralis

## Nachweise
1. 1 2  Ralf Meisterfeld: Arcellinida, In: John J. Lee, G. F. Leedale, P. Bradbury (Hrsg.): An Illustrated Guide to the Protozoa. Band 2. Allen, Lawrence 2000, ISBN 1-891276-23-9, S. 837 (englisch).
2. ↑  Colin G. Ogden: The taxonomic status of the genera Pontigulasia, Lagenodifflugia and Zivkovicia (Rhizopoda: Difflugiidae), In: Bulletin of the British Museum (Natural History) Zoology, 52:1, 1987, S. 13